# ای‌بی‌سی‌دی: هر کسی می‌تونه برقصه
ای‌بی‌سی‌دی: هر کسی می‌تونه برقصه (به انگلیسی: ABCD: Any Body Can Dance) فیلمی است محصول سال ۲۰۱۳ و به کارگردانی رومئو دی‌سوزا است. در این فیلم بازیگرانی همچون پرابو دوا، گانش آچاریا، کی کی منون، لارن گوتلیب، پانیت پاتک، دارمش یلنده، سلمان یوسف خان، ساروج خان و مانیش پال ایفای نقش کرده‌اند.
فیلم ای‌بی‌سی‌دی ۲ دنباله این فیلم می‌باشد.